# Bartolomé Seguí
Bartolomé Seguí Nicolau (Palma de Mallorca, Islas Baleares, 28 de mayo de 1962), también conocido como Tomeu Seguí, es un dibujante de historieta, ilustrador y editor español. Ha publicado sus trabajos en revistas tan diversas como Madriz o El Víbora y, volcado hacia mercado francés, ganó en 2009 el Premio Nacional del Cómic por Las serpientes ciegas, realizada en colaboración con el guionista Felipe Hernández Cava.

## Biografía

### Infancia y adolescencia
De niño, Bartolomé Seguí leyó y copió a dibujantes de la Escuela Bruguera (Francisco Ibáñez, Raf, Vázquez) y francobelgas (Morris).
A finales de los setenta, descubrió en las revistas Tótem y Comix Internacional a autores como Alberto Breccia, Carlos Giménez, Moebius, Muñoz y Sampayo o Hugo Pratt, los cuales decidieron su vocación. Su primera historieta apareció en Senda del cómic (1979).

### Inicios profesionales (1983-1989)
Recibió luego clases de pintura en Barcelona, mientras intentaba abrirse paso en las revistas de cómic nacionales, participando en Cómic del aficionado (1983) de Toutain Editor. Fue, sin embargo, a través de una compañera de estudios, hija de Fernando Fernández, que pudo publicar su primera historieta como profesional en la revista que iba a editar éste: "Metropol" (1983). Tras su temprano cierre, publicó en Madriz «En alas de Mercurio» donde aparece por primera vez su personaje el detective Simón Feijoo (1986), cuyas siguientes historias cortas se recopilaron en el álbum A salto de mata (Editorial Complot, 1989). También publicó en El Víbora las series Lola y Ernesto (1988) y Héctor y Rita (1990).

### Ilustrador (1989-1997)
A partir de 1989, con La capseta d'Ivori se había volcado en la ilustración: Les curioses revoltes d'en Xaterot (1990), El traficant d'armes (1991), Al damunt d'un polvorí (1992), Les dues banderes (1992), L'abat Oliva (1993), etc. Lanzó también álbumes de historietas como "Luigi es Luis" (Ed. Milán, 1991) y "Locus de Barna" (Ed. El Pregonero, 1996).

### Vuelta a Mallorca (1998-2006)
Tras volver a Mallorca y junto a Sonia Delgado, se embarcó en la edición de dos revistas de cómic infantiles: Rifi Rafe, suplemento semanal del diario Última hora (1998-2002), y Esquitx desde 2000.
En el nuevo siglo, publicó para Edicions de Ponent, otros dos álbumes de Simón Feijoo: Cohibas Connection con guion de Carles Santamaría (2001) y ¿Coca o ensaimada? (2003). Con El sueño de México (2004), escrita por Ramón de España (2004), debutó en el mercado francobelga a través de la editorial Paquet. Diversificó además su faceta como ilustrador infantil, ya sea con cuentos para la editorial Cruilla o SM o libros de texto para Santillana y de aprendizaje del castellano para la editorial alemana Langenscheidt. Por el camino, varias historietas sueltas en publicaciones ajenas al medio, dos proyectos de álbum que no acaban de cuajar con Jorge Zentner al guion, además de la tira Vuits I Nous, publicada diariamente desde 2004 en el periódico Última hora de Baleares, con guion de Ferran Aguiló.

### Madurez y reconocimiento (2007-presente )
En 2006 y resuelto a realizar una obra más ambiciosa, convenció al guionista Felipe Hernández Cava para colaborar en Las serpientes ciegas, la cual recibió en 2008 los premios a la Mejor obra y al Mejor Guion en el 27é Salón Internacional del Cómic de Barcelona, los IX Premios de la Crítica en las categorías de Mejor Obra y Mejor Guion y el Premio Nacional del Cómic En junio de ese mismo año, ambos iniciaron Hágase el caos, un thriller político en dos tomos ambientado en 1953. También asistió al Salón del Cómic de Barcelona, como parte de la representación balear homenajeada en el mismo.
En 2011, junto a Gabi Beltrán al guion, dibujó la novela gráfica Historias del barrio, obra ganadora del Premi Ciutat de Palma de Còmic 2010. En 2014, aparece una continuación de la obra, Historias del barrio (caminos), editada en castellano por Astiberri y en catalán por Esquitx. En 2016, ambos álbumes se publicaron en un único volumen conjunto.
De marzo a mayo de 2016, el Casal Solleric de Palma de Mallorca programó la exposición Interseccions. Il·lustracions i historietes de Bartolomé Seguí, comisariada por Juan Roig, un magnífico viaje por su carrera de dibujante. El catálogo incluye una completa documentación gráfica y abundante material autobiográfico.

## Obra
Como dibujante de historietas
- 1989 A salto de mata (Editorial Complot).
- 1990 Lola y Ernesto (Ed. La Cúpula).
- 1991 Luigi es Luis (Ed. Milán).
- 1996 Locus de Barna (Ed. El Pregonero).
- 2000 Almanaque extraordinario Bardín baila con las más fea, colectiva (Mediomuerto).[2]
- 2001 Cohibas Connection con guion de Carles Santamaria (Edicions de Ponent).
- 2003 ¿Coca o ensaimada? (Edicions de Ponent).
- 2004 El sueño de México con guion de Ramón de España (Edicions de Ponent)
- 2008 Las serpientes ciegas con guion de Felipe Hernández Cava (BD Banda)
- 2011 Hágase el Caos. Lux con guion de Felipe Hernández Cava (Norma Editorial)
- 2011 Historias del barrio con guion de Gabi Beltrán (Astiberri)
- 2012 Hágase el Caos. Umbra con guion de Felipe Hernández Cava (Norma Editorial)
- 2014 Las oscuras manos del olvido con guion de Felipe Hernández Cava (Norma Editorial)
- 2014 Historias del barrio Caminos con guion de Gabi Beltrán (Astiberri)
- 2017 Carvalho. Tatuaje de Manuel Vázquez Montalbán; guion adaptado por Hernán Migoya (Norma Editorial)
- 2019 Carvalho. La soledad del manager de Manuel Vázquez Montalbán; guion adaptado por Hernán Migoya (Norma Editorial)
- 2021 Carvalho. Los mares del Sur de Manuel Vázquez Montalbán: guion adaptado por Hernán Migoya (Norma Editorial)
- 2023 Boomers (Salamandra Graphic)
- 2024 Malaherba (adaptación de la novela de Manuel Jabois) (Salamandra Graphic)

Como ilustrador
- 1989 La capseta d’Ivori de Miguel Aparici y Joan de Déu Prats,
- 1993 L’ós llaminer,
- 1994 El virus de l’ordinador de Josep Bantulà,
- 1999 Hoax de Eduard Márquez,
- 2000 La maledicció del cavaller Nomormai de Eduard Márquez,
- 2007 Guillem Tell,
- 2008 Barbablava de Charles Perrault,
- 2008 Eva i el bosc de Joan Cavallé,
- 2009 L'arbre de les històries de Eulàlia Canal,
- 2009 Mi primera Historia de España.
- 2009 a 2014 Serie "La casa mágica del árbol" de Mary Pope Osborne,
- 2012 La tomba de Mary Jay de Alan Monroe-Finch,
- 2012 El castell del doctor Franchini de Lluís Oliván,
- 2014 El verano que desaparecieron los Trogloditas de Raquel Miguez,
- 2015 Em deia Simbad de Francisco Castro,
- 2016 El tresor perdut de Pakamotu de Anna Genover i Mas,
- 2016 La banda de l'Embut de Lluís Oliván,
- 2019 El cel és blau de Maria Jesús Bolta,
- 2021 La tribu enmig de la muntanya de Irene Zurrón Servera,
- 2023 Bibi Andersson murió ayer de Carlota Vicens,